# Piotr Liana
Piotr Liana (ur. 22 września 1985 w Gorlicach) – polski pisarz powieści kryminalnych, magister farmacji, absolwent Collegium Medicum Uniwersytetu Jagiellońskiego.

## Życiorys
Ukończył studia podyplomowe z zakresu prawa dowodowego na Wydziale Prawa i Administracji UJ. Pochodzi z Gorlic, obecnie mieszka w Tarnowie.
Uczestniczył w kursach „Druga strona kryminalnej fikcji” realizowanych pod auspicjami Maszyny do Pisania tj. szkoły założonej przez Katarzynę Bondę a prowadzącej kursy powieściopisarskie, dramatopisarskie, reportażowe oraz dziennikarskie.
W 2015 roku zadebiutował powieścią „Persona non grata”.

## Publikacje książkowe
- Persona non grata (2015) ISBN 978-83-643-0754-6
- Echo serca (2018) ISBN 978-83-658-9131-0
- Test tolerancji (2021) ISBN 978-83-66613-25-6